# Flugunfall einer BAe 146 der Aviastar Mandiri 2009
Der Flugunfall einer BAe 146 der Aviastar Mandiri ereignete sich am 9. April 2009. An diesem Tag verunfallte eine BAe 146-300, mit der ein inländischer Frachtflug der indonesischen Fluggesellschaft Aviastar Mandiri von Jayapura nach Wamena durchgeführt wurde, wenige Augenblicke vor der Landung auf dem Flughafen Wamena, wobei alle sechs Personen an Bord starben.

## Flugzeug
Bei dem verunglückten Flugzeug handelte es sich um eine BAe 146-300 aus britischer Produktion. Die Maschine wurde im Werk von British Aerospace am Werksflugplatz Woodford, Metropolitan Borough of Stockport, endmontiert. Das Flugzeug trug die Werknummer E3189, der Erstflug der Maschine erfolgte am 22. Dezember 1990. Die Maschine wurde vom Hersteller mit dem Testkennzeichen G-6-189 zugelassen. Die Maschine wurde durch Discovery Airways bestellt und sollte mit dem Luftfahrzeugkennzeichen N888DV zugelassen werden. Das Geschäft kam letztlich nicht zustande, da die Fluggesellschaft den im März 1990 begonnenen Flugbetrieb im Juli 1990 wieder eingestellt hatte. Am 23. Dezember 1991 wurde die Maschine mit dem Kennzeichen HS-TBO und dem Taufnamen Lahan Sai auf Thai Airways zugelassen. Am 4. Juni 1998 wurde die Maschine mit dem Luftfahrzeugkennzeichen G-JEBC auf die Jersey European Airways zugelassen. Mit den Umbenennungen der Fluggesellschaft in British European Airways zum 1. Juni 2000 sowie Flybe zum 18. Juli 2002 ging die Maschine formell bei der jeweils neuen Fluggesellschaft in den Betrieb. Ab dem 4. Dezember 2007 war die Maschine mit dem Kennzeichen PK-BRD in einer Frachtkonfiguration bei der Aviastar Mandiri im Einsatz. Das vierstrahlige Kurzstreckenflugzeug war mit vier Triebwerken des Typs Lycoming ALF502R-5 ausgestattet. Bis zum Zeitpunkt des Unfalls hatte die Maschine eine Gesamtbetriebsleistung von 22.225 Betriebsstunden absolviert.

## Insassen und Fracht
Es befand sich eine sechsköpfige Besatzung an Bord der Maschine, 
die sich aus einem Flugkapitän, einem Ersten Offizier einem Mechaniker, einem Lademeister und zwei Flugbegleitern zusammensetzte. Flugkapitän war der 56-jährige Sigit Triwahyono, der über 8.300 Stunden Flugerfahrung verfügte, von denen 1.000 Stunden auf die BAe 146 entfielen. Erster Offizier war der 49-jährige Lukman Yusuf, der über 12.400 Stunden Flugerfahrung verfügte, wovon 200 Stunden auf die BAe 146 entfielen.
Als Fracht befanden sich neben Grundnahrungsmitteln wie Reis und Mehl an Bord auch Wahlscheine für die im selben Monat in der Region abzuhaltenden Parlamentswahlen.

## Unfallhergang
Der Flug wurde bis nach Sentani nach Instrumentenflugregeln durchgeführt. Da für den letzten Flugabschnitt nach Wamena kein Instrumentenflugverfahren verfügbar war, sollten der weitere Sinkflug, der Endanflug und die Landung im Sichtflug fortgesetzt werden. Die Wolken hingen während des Endanfluges der Maschine auf Landebahn 15 des Flughafens tief, sie befanden sich in nur 300 Metern Höhe. Die Maschine befand sich auf einem Kurs, der sich rechts von der Anfluggrundlinie von Landebahn 15 befand und parallel zu dieser verlief. Als sich die Maschine im Sinkflug in einer Höhe von 6.200 Fuß befand (991 Fuß gemäß dem Funkhöhenmesser) ertönte die Warnmeldung  "WHOOP WHOOP, PULL UP" des EGPWS. Beim Durchfliegen einer Flughöhe von 5.719 Fuß (540 Fuß gemäß Funkhöhenmesser) flogen die Piloten mit der Maschine eine Linkskurve, um sie entsprechend der Landebahn auszurichten. Als sich die Maschine im Sinkflug in einer Höhe von 5.693 Fuß befand (516 Fuß gemäß Funkhöhenmesser), meldeten die Piloten dem Fluglotsen, dass sie die Landebahn in Sicht hatten. Während die Piloten versuchten, die Maschine für den Endanflug zu stabilisieren, mussten sie wenig später, in 5.531 Fuß Höhe (326 Fuß gemäß Funkhöhenmesser) feststellen, dass ein Fehlanflug erforderlich werden würde. Sie 
starteten in niedriger Höhe durch. Die Maschine stieg entlang der Anfluggrundlinie in Richtung Südosten, bevor eine Rechtskurve für die Platzrunde für den Endanflug geflogen wurde. Als dieser eingeleitet wurde, kollidierte die Maschine mit dem Hügel Pikei des Bergs Tengah und wurde dabei völlig zerstört, wobei alle sechs Insassen starben.

## Ursache
Die nationale Transportsicherheitskommission Indonesiens untersuchte den Zwischenfall. Die Ermittler kamen im Rahmen ihrer Untersuchung zu dem Schluss, dass den Piloten bis unmittelbar vor der Kollision nicht bewusst gewesen war, dass die Maschine im Begriff war, im Gelände aufzuschlagen. Die Piloten reagierten nicht auf die akustischen Warnungen des Enhanced Ground Proximity Warning System und befolgten nicht die durch die Fluggesellschaft festgelegten Standardverfahren. Diese Faktoren in Kombination hätten zum Aufprall der Maschine im Gelände geführt.